# Valignat
Valignat é uma comuna francesa na região administrativa de Auvérnia-Ródano-Alpes, no departamento Allier. Estende-se por uma área de 2,33 km². Em 2010 a comuna tinha 76 habitantes (densidade: 32,6 hab./km²).